# 2000-летие Дербента

Эмблема 2000-летия Дербента

Празднование 2000-летия Дербента — это многочисленные праздничные мероприятия Дня города, посвящённые юбилейной дате, которые прошли в сентябре 2015 года в древнейшем городе России.

## Указ Президента
21 ноября 2012 года Президент России Владимир Путин подписал Указ «О праздновании 2000-летия основания г. Дербента Республики Дагестан» за № 1559.

В связи с исполняющимся в 2015 году 2000-летием основания г. Дербента Республики Дагестан постановляю:

1. Принять предложение Правительства Российской Федерации о праздновании в 2015 году 2000-летия основания г. Дербента Республики Дагестан.

2. Рекомендовать органам государственной власти субъектов Российской Федерации и органам местного самоуправления принять участие в подготовке и проведении празднования 2000-летия основания г. Дербента Республики Дагестан.

3. Настоящий Указ вступает в силу со дня его подписания.

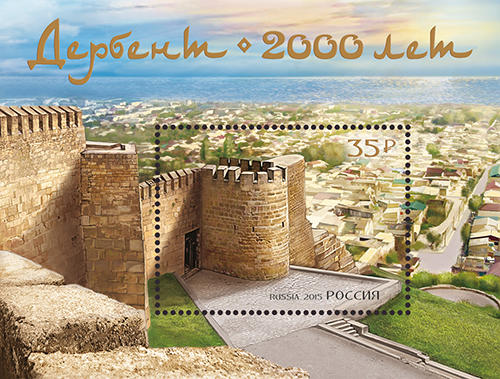
Марка, выпущенная к 2000 летию Дербента

## Подготовка
К юбилею Дербента был создан сайт «Дербент-2000».
2 октября 2015 в почтовое обращение вышел блок почтовых марок, посвящённый 2000-летию города Дербента.

### Реконструкция города
В преддверии юбилейных торжеств в городе была развёрнута масштабная реконструкция центра города и крепости «Нарын-кала». Были отремонтированы:
- Улица Хандадаша Тагиева. Её ремонт взяли на себя чеченские строители[5]. В торжественном открытии приняли участие заместитель Председателя Парламента Чечни Саид Юсупов, 3-х кратный олимпийский чемпион по вольной борьбе Бувайсар Сайтиев, заместитель председателя Правительства РД — министр экономики и территориального развития РД Раюдин Юсуфов и другие.
- Улица Гейдара Алиева (до 15 июня 2013 года[6] — улица Советская). Реконструкцией занималась Республика Азербайджан[7].
- Перекрёсток улиц Гагарина и Курбанова взялись отремонтировать депутаты Депутаты Народного Собрания Дагестана из фракции «Патриоты России»[8]

Реконструкция сопровождалась скандалами о коррупции мэрии, в результате чего многие посты в городе сменили своих владельцев . Однако никаких административных или уголовных нарушений выявлено не было.

## Проведение
Основные мероприятия прошли в День города 19 сентября 2015 года.
На юбилей приехало более 40 делегаций (около 5 тысяч гостей) из разных регионов России и стран ближнего и дальнего зарубежья (Ирана, Турции, Азербайджана, Грузии, Казахстана). Даже студент строительного университета из Чехии, 19-летний житель города Литомержице Кай Венго автостопом прибыл на 2000-летний юбилей древнего Дербента.
Помимо Президента России В.Путина, состоялись визиты ряда других известных лиц, таких как: Глава Центрального духовного управления мусульман (ЦДУМ) верховный муфтий России Талгат Таджуддин, Чрезвычайный и полномочный посол Азербайджана в РФ, народный артист Азербайджанской ССР, композитор Полад Бюльбюль-оглы, бывший полпред и действующий полпред в СКФО Александр Хлопонин и Сергей Меликов, российская оперная певица, народная артистка РСО-Алания, солистка Большого театра Вероника Джиоева, народный артист России, Карачаево-Черкесской Республики, Кабардино-Балкарской Республики и Республики Адыгея Заур Тутов, руководители городов и районов Дагестана и Северного Кавказа.
В торжествах со своими постановками участвовали театральные и музыкальные коллективы (Мариинский театр и другие).

### Юбилейные мероприятия в городе
- Фестиваль традиционной культуры и этноподворий «Традиция», в котором приняли участие 29 национальных подворий.
- Историческая реконструкция быта и обычаев жителей Дербента.
- Огромный «Дербентский ковер» общей площадью 350 м², созданный командой местных художников на центральной площади города.
- Театрализованное представление у домика Петра I, посвящённое пребыванию российского императора в Дербенте во время Персидского похода.
- Фестиваль изобразительного искусства «Краски Нарын-Калы».
- Музыкально-театрализованная хроника тысячелетий «Гончарный круг Дербента: от Дербентской крепости до ворот Кремля» в крепости Нарын-Кала, которая посвящена основным вехам развития Дербента вплоть до нашего времени.
- Художественная выставка, посвящённая 2000-летию Дербента[15].

### Юбилейные мероприятия за пределами Дербента
- Фотовыставка «Дербент-2000» на Чистопрудном бульваре в Москве[15] с 14 сентября по 14 ноября.
- Выставка «Дербент. Город и крепость» в Музее истории Махачкалы[16] с 16 сентября по 16 октября.
- Викторина, приуроченная к 2000-летию Дербента, в ДГУ[17] 16 сентября.
- Организованное общественным корпусом послов юбилея Дербента и «Мегафоном» восхождение на Эльбрус[18] 17 сентября.
- Выставка «Дербент, Дагестан, Россия», посвящённая 2000-летию Дербента, с 3 ноября в Государственном историческом музее в Москве.[источник не указан 530 дней]

## Организация
Безопасность празднования обеспечивала специальная группа, созданная из сил МВД, ФСБ, МЧС и Внутренних войск, всего около 6 тыс. человек. 
При этом, город полностью огородили от Республики, поставив под угрозу снабжение сел провизией — попасть в город в течение пяти дней можно было только по пропускам.

### Логистика
Для обеспечения наиболее удобной логистики 19 сентября из аэропорта, железнодорожного вокзала и автовокзала Махачкалы в Дербент курсировали специальные шаттлы. Расписание работы шаттлов соотносилось с прибытием/отправлением основных поездов и самолётов. Облегчению ориентации на местности способствовала специально разработанная к юбилею навигационная система, которая помогала участникам юбилея быстрее находить основные праздничные площадки. Во время праздника в Дербенте работала волонтёрская группа в составе 2000 человек.

## Поздравления
- 18 сентября Президент Азербайджана Ильхам Алиев поздравил жителей города Дербента с 2000-летием его основания. Поздравление было размещено на сайте президента Азербайджана[20].
- 19 сентября Президент России Владимир Путин поздравил жителей города Дербента с 2000-летним юбилеем[21]. По мнению главы государства, жители города могут по праву гордиться славными страницами его истории, многими поколениями земляков, среди которых были известные литераторы, учёные, композиторы, военачальники.
- 19 сентября Президент Таджикистана Эмомали Рахмон поздравил жителей Дагестана с 2000-летием Дербента[22]. По мнению главы государства, жители города могут по праву гордиться славными страницами его истории, многими поколениями земляков, среди которых были известные литераторы, учёные, композиторы, военачальники.

Также поздравили жителей города:
- Глава Республики Ингушетия Юнус-Бек Евкуров[23].
- Заместитель руководителя администрации Президента Российской Федерации Магомедсалам Магомедов[24].
- Полномочный представитель Президента России в Северо-Кавказском федеральном округе Сергей Меликов[25].
- Заместитель Председателя Совета Федерации Федерального Собрания РФ Ильяс Умаханов[26].
- Глава Северной Осетии Тамерлан Агузаров[27].
- Глава Карачаево-Черкесской Республики Рашид Темрезов[28].

## Разногласия по поводу возраста города
До последнего времени на протяжении всей истории России считалось, что Дербенту 5000 лет. В настоящее время ученные единогласны в том что на территории сегодняшнего Дербента существовало древнее поселение возрастом около 5000 лет.